# Vladislav Ílich-Svítych
Vladislav Márkovich Ílich-Svítych (en ruso: Владисла́в Ма́ркович И́ллич-Сви́тыч; Kiev, 12 de septiembre de 1934 - (cerca de) Moscú, 22 de agosto de 1966) fue un lingüista soviético, considerado el fundador de la lingüística nostrática.
De origen ucraniano, nació en Kiev pero se trasladó a Moscú, donde desarrolló la mayor parte de su trabajo académico. Resucitó el interés en la antigua hipótesis nostrática, propuesta originalmente en 1903 por Holger Pedersen, quien había acuñado el término nostrática para referirse a la hipotética agrupación lingüística de lenguas filogenéticamente emparentadas que incluía entre otras la familia indoeuropea, la familia altaica y la familia urálica. La temprana muerte de Ílich-Svítych dejó inacabada una de sus grandes obras, el Diccionario comparativo de las lenguas nostráticas, pero tan ambicioso trabajo fue continuado por varios de sus colaboradores, entre ellos Serguéi Stárostin y Vladímir Dybó.

## Trabajos escogidos
- Nominal Accentuation in Baltic and Slavic, traducido por R. L. Leed y R. F. Feldstein, Cambridge, Londres 1979: MIT Press. (originalmente editado en ruso en 1963).
- "The relationship of the Nostratic family languages: a probabilistic evaluation of the similarities in question", en Explorations in Language Macrofamilies, ed. V. Shevoroshkin (1989). Bochum: Brockmeyer, 111–13.
- . "Nostratic reconstructions" (traducido y editado por M. Kaiser), en Proto-Languages and Proto-Cultures, ed. V. Shevoroshkin (1990). Bochum: Brockmeyer, 138–67